# American Idiot (chanson)
Pour les articles homonymes, voir American Idiot (homonymie).
Singles de Green Day
I Fought the Law
(2004) Boulevard of Broken Dreams
(2004)
Pistes de American Idiot
Jesus of Suburbia
American Idiot est une chanson du groupe américain de punk rock Green Day. C'est la première chanson et le premier single extrait de leur septième album studio, American Idiot, paru le 21 septembre 2004. Elle est sortie sous forme de single le 14 septembre 2004, et a connu un succès critique et commercial, contribuant grandement au succès de l'album.
Le single fut no 1 au Canada, ainsi que dans le classement Alternative Songs du Billboard aux États-Unis pendant cinq semaines, et dans le classement rock au Royaume-Uni pendant trois semaines,

## Genèse
American Idiot est un morceau pop punk articulé au tour d'un riff rapide et énergique présent dès les premières secondes de la chanson. Celle-ci fait référence à l'opinion du groupe sur la politique américaine de l'époque, sur l'emprise des médias sur l'opinion publique, et émet le souhait de ne pas voir les Américains devenir des idiots dirigés par un président stupide et une nation détestée sur le plan international. Cette première chanson est une vue générale des thèmes de contestation et de rébellion prônés par l'album et sert d'introduction à l'histoire de Jesus of Suburbia.

## Caractéristiques artistiques

### Éditions
Le single est sorti en format CD sous deux versions différentes. L'une contient la chanson Too Much Too Soon en face B et l'autre contient les chansons Shoplifter et Governator. Ces trois chansons ne sont pas présentes sur l'album American Idiot et constituent les trois face B de l'album.
Toutes les paroles sont écrites par Billie Joe Armstrong sauf autre indication, toute la musique est composée par Green Day.
| 1. | American Idiot    | 2:54 |
| 2. | Too Much Too Soon | 3:33 |

| 1. | American Idiot                      | 2:54 |
| 2. | Shoplifter                          | 1:52 |
| 3. | Governator (Paroles par Mike Dirnt) | 2:31 |

| A. | American Idiot    | 2:54 |
| B. | Too Much Too Soon | 3:33 |

|  | American Idiot (Version album)    | 2:54 |
|  | American Idiot (Version censurée) | 2:54 |

## Clip vidéo
Dans le clip vidéo, le groupe joue la chanson dans un hangar devant un énorme drapeau des États-Unis dont les bandes sont vert fluo au lieu d'être rouges. Vers la moitié de la vidéo, juste avant le solo de la chanson, le drapeau se met à dégouliner de cette substance verte, qui sort également des enceintes et éclabousse le groupe. Le clip a été réalisé par Samuel Bayer.

## Classements hebdomadaires
| Classement (2004)                         | Meilleure position |
| ----------------------------------------- | ------------------ |
| Allemagne (GfK Entertainment)             | 28                 |
| Australie (ARIA)                          | 7                  |
| Autriche (Ö3 Austria Top 40)              | 18                 |
| Canada (Canadian Singles Chart)           | 1                  |
| Écosse (OCC)                              | 3                  |
| États-Unis (Alternative Songs)            | 1                  |
| États-Unis (Billboard Hot 100)            | 61                 |
| États-Unis (Mainstream Rock Tracks chart) | 5                  |
| Irlande (IRMA)                            | 12                 |
| Italie (FIMI)                             | 13                 |
| Nouvelle-Zélande (RMNZ)                   | 7                  |
| Pays-Bas (Single Top 100)                 | 37                 |
| Royaume-Uni (UK Singles Chart)            | 3                  |
| Royaume-Uni (UK Rock Chart)               | 1                  |
| Suède (Sverigetopplistan)                 | 18                 |
| Suisse (Schweizer Hitparade)              | 75                 |

| Classement (2018)              | Meilleure position |
| ------------------------------ | ------------------ |
| Écosse (OCC)                   | 2                  |
| Royaume-Uni (UK Singles Chart) | 25                 |
| Royaume-Uni (UK Rock Chart)    | 1                  |

## Certifications
| Pays                    | Certification | Unités certifiées |
| ----------------------- | ------------- | ----------------- |
| Australie (ARIA)        | Or            | 35 000            |
| Canada (Music Canada)   | Platine       | 80 000            |
| Danemark (IFPI)         | Or            | 45 000            |
| États-Unis (RIAA)       | Or            | 500 000           |
| Italie (FIMI)           | Platine       | 50 000            |
| Nouvelle-Zélande (RMNZ) | Or            | 5 000             |
| Royaume-Uni (BPI)       | Platine       | 600 000           |